# Tight Fit
Tight Fit ist ein britisches Musikprojekt, das zunächst zwischen 1981 und 1983 bestand. Ihr größter Erfolg war eine Coverversion des Titels The Lion Sleeps Tonight, mit dem sie Anfang 1982 die Spitze der UK-Charts erreichten. 2008 kam es zu einer Reunion. 

## Bandgeschichte
Nachdem das niederländische Musikprojekt Stars on 45 im Jahr 1980 mit tanzbaren Pop-Medleys großen Erfolg hatte, produzierte der Brite Ken Gold mit Studiomusikern ein 1960er-Jahre-Medley unter dem Titel Back to the Sixties. Als Protagonisten für Liveauftritte wurden Steve Grant, Denise Gyngell und Julie Harris engagiert – ob diese drei Darsteller auch selbst gesungen haben, ist unklar. Der erste Teil des Medleys erreichte im Juli 1981 Platz 4 in Großbritannien, der zweite Teil folgte im September und kam auf Platz 33. Auch das zugehörige Album platzierte sich in den britischen Top 40.
Einen weiteren Hit hatte Tight Fit mit The Lion Sleeps Tonight. Dabei handelt es sich um eine Neuinterpretation des oft gecoverten Liedes Mbube, das der Südafrikaner Solomon Linda 1939 für seine Band „Solomon Linda’s Original Evening Birds“ geschrieben hatte. Die von Tim Friese-Greene (später bei Talk Talk) produzierte Single stieg im März 1982 bis auf Platz 1 der UK-Charts und erklomm Top-10-Positionen in Deutschland, Österreich und der Schweiz. Als Gastsänger ist Ex-City-Boy-Frontmann Roy Ward zu hören.
Im Mai des Jahres folgte mit Fantasy Island ein Top-5-Erfolg im Vereinigten Königreich. Das Musikstück aus der Feder der niederländischen Musiker Martin Duiser und Piet Souer ist im Original von der ebenfalls aus den Niederlanden stammenden Band The Millionaires. Als letzter Charthit Tight Fits schaffte Secret Heart den Sprung in die englische Hitparade, kam allerdings nicht über Platz 41 hinaus. Spätere Veröffentlichungen floppten.
Die beiden singenden Tänzerinnen wurden gegen Vicky Pemberton und Carol Stevens ausgetauscht, bevor das Projekt im Frühjahr 1983 endete. Steve Grant war später Mitglied einer Discoband namens Splash und als Solomusiker sowie Begleitung von Eartha Kitt tätig.
Im Jahr 2008 reformierten die Mitglieder Denise Gyngell und Julie Harris Tight Fit als Tourband und Steve Grant kehrte 2010 dauerhaft zurück. 2015 gab die Band die Veröffentlichung ihres neuen Albums Together bekannt, das schließlich im Mai 2016 veröffentlicht wurde. Auf der Website der Band heißt es, dass Steve Grant, Denise Gyngell und Julie Harris die Markenrechte für den Namen Tight Fit in Bezug auf alle Musik und Veröffentlichungen besitzen. Bis 2023 wurden weitere Singles und EPs veröffentlicht.

## Mitglieder
- Steve Grant (* 26. Februar 1960; 1982)
- Denise Gyngell (* 15. August 1958; 1982)
- Julie Harris (* 30. August 1961; 1982)
- Vicki Pemberton (1982–1983)
- Carol Stevens (1982–1983)
- Roy Ward (1982–1983)

## Diskografie

### Alben
- 09/1981: Back to the Sixties
- 00 1981: Back to the Sixties – Volume Two
- 08/1982: Tight Fit

### Singles
- 06/1981: Back to the Sixties
- 09/1981: Back to the Sixties (Part 2)
- 01/1982: The Lion Sleeps Tonight
- 04/1982: Fantasy Island
- 07/1982: Secret Heart
- 10/1982: I’m Undecided
- 03/1983: Love the One You’re With